# Nati nel 1284
| Questa pagina contiene informazioni ricavate automaticamente dalle voci biografiche con l'ausilio del template Bio e di un bot. L'aggiornamento è periodico e automatico e ricostruisce completamente la pagina. Se manca una persona in questa lista, sei pregato di non aggiungerla, ma accertati piuttosto che la sua voce biografica contenga il template Bio e che i dati anagrafici siano correttamente compilati. Se il template Bio manca, inseriscilo tu stesso o, in alternativa, metti l'avviso {{tmp\|Bio}} che ne segnala la mancanza. Se i dati riportati sono sbagliati, correggi direttamente la voce biografica; le modifiche saranno visibili in questa lista entro pochi giorni. Per chiarimenti vedi il progetto biografie. La lista contiene solo le 9 persone che sono citate nell'enciclopedia e per le quali è stato implementato correttamente il template Bio. Pagina aggiornata al 13 gen 2025. |

- 8 febbraio - Edoardo di Savoia, conte († 1329)
- 25 aprile - Edoardo II d'Inghilterra, re britannico († 1327)
- 26 aprile - Alice de Toeni, nobile inglese
- 12 settembre - Abu Thabit 'Amir, sultano († 1308)
- Giovanni I d'Olanda, nobile olandese († 1299)
- Simone Martini, pittore e miniatore italiano († 1344)
- Rangjung Dorje, monaco buddhista tibetano († 1339)
- Rodolfo I di Sassonia-Wittenberg, nobile tedesco († 1356)
- Thomas Bruce, nobile scozzese († 1307)